# Alejandro Meersohn
Alejandro Meersohn Schajris (Antofagasta, 1912 - Osorno, 7 de septiembre de 1973) fue un contador y político radical chileno. 

## Biografía
Es hijo de Marcos Meersohn y Jenny Schajris. 
Estudió en el Colegio San Javier y en el Liceo de Hombres de Puerto Montt. Después de titularse como Contador Comercial en el Instituto Comercial de Valdivia de esa ciudad, colaboró con su padre en la instalación de industrias en la ciudad tales como, aserraderos, una fábrica de fideos y clavos.
Residió en Valparaíso y volvió a Puerto Montt a dedicarse a actividades industriales. Paralelamente, participó de manera activa en el Partido Radical, ocupando varios cargos de relevancia en esta organización.
Fue miembro de la logia masónica "Luz Astral" y apoyó instituciones de beneficencia como la Cruz Roja, la Liga Protectora de Estudiantes Pobres y el Rotary Club.
Alcalde de Puerto Montt (1963-1967). En esta administración creó el Museo "Vicente Pérez Rosales", el primer intento por construir un espacio para preservar la memoria histórica de la ciudad. Abrió la calle Benavente, mejoró el servicio de alumbrado público e impulsó la red vial de la provincia, entre ellas, inició la ampliación del alcantarillado a Chinquihue y pavimentó algunas principales avenidas de la ciudad. 

## Historial electoral

### Elecciones parlamentarias de 1969
- Elecciones parlamentarias de 1969  Candidato a Senador Novena Agrupación Provincial, Valdivia, Osorno y Llanquihue. Período 1969-1977[2]